# 매슈 청

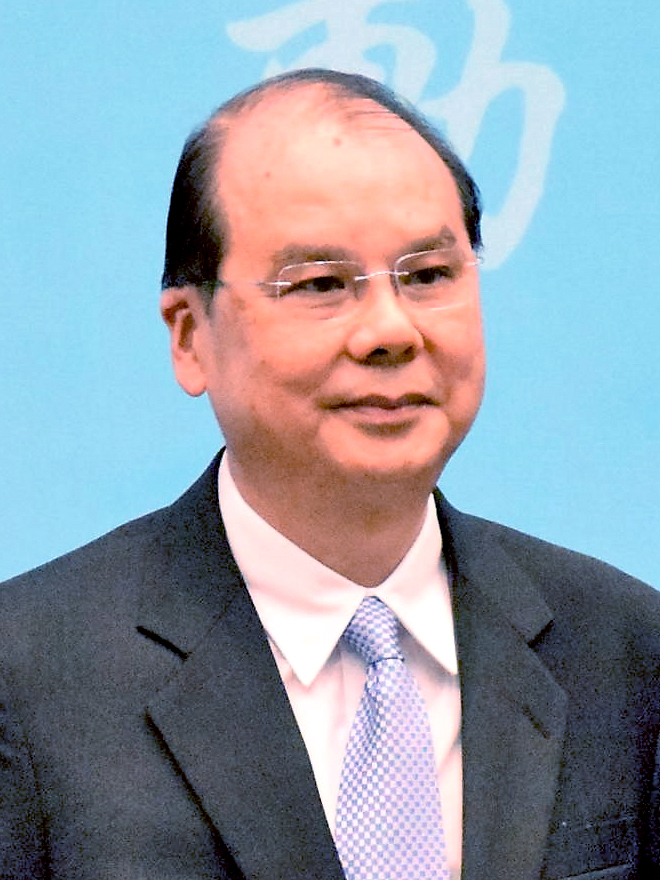
매슈 청

매슈 청 킨충 (Matthew Cheung Kin-chung, GBM, GBS, JP), 광둥어명 정긴중 (한자:張建宗, 장건종, 1951년~)은 홍콩 특별행정구 정부의 임원이다. 현재 홍콩 정무사사장 (총리에 해당) 자리에 올라 있으며 노공복리국 국장 (노동자복리부 부장) 을 지냈다.

## 생애
정긴중은 1951년 홍콩에서 태어났다. 1972년 홍콩대학을 졸업한 뒤 당시 영국 식민정부에서 공보관으로 일하기 시작했다. 1970년대 베트남 피난민 유입사태을 겪을 때에는 외신의 난민캠프 취재 관련 업무를 맡았다. 1979년 9월에는 행정국으로 발령되어 여러 부서에서 근무하였다. 처음 몇 년간은 재정부, 내무부, 도시-신계 행정부, 총독부, 산업부를 거쳐 근무하였다. 1986년부터는 부서관으로서 북구 구청장, 무역부국장, 홍콩 재정사장 비서관, 사법차장, 중앙정책조 부조장 등을 역임하였다.
이후 교육국 부국장 (1996-1999년), 노동위원회 위원 (1999-2000년), 교육서장 (2000-2002년), 노공복리국 차장 (2002-2007년, 이후 명칭은 경제개발국장/노동위원회위원)에 임명되었다. 2004년 9월에는 A1급 행정관 (Administrative Officer Staff Grade A1)에 올랐다. 정긴중은 근면성실한 업무 성격으로 널리 알려지기도 했는데, 노동복리국 차장직에 있을 당시 2007년 3월 퇴임할 때까지 약 5년간 쉬었던 모든 휴식 기간은 3주도 채 안 되었을 정도였다.
2007년 7월에는 노공복리국 국장에 임명되었다. 재임중에는 최저임금법과 노동장려 교통보조금 제도 (2011년 도입)를 감독하였다. 또한 노후 생활보조금, 표준노동시간, 남성 육아휴가제 같은 여러 복지 이슈에 얽매이기도 했는데, 이들 문제는 지금까지도 노동조합원 측과 고용주 측 사이에 상당히 갈등을 빚고 있다. 2013년 홍콩 부두 파업 기간에는 저자세를 보였다는 점으로 비판을 받았으며 상관으로부터 내려진 지시에만 따를 뿐이고 자신의 결정에 대해서는 책임지지 않는다는 이유로 비판받기도 했다.
2017년 1월, 정긴중은 홍콩 행정장관으로 승직한 캐리 람의 뒤를 이어 홍콩 정무사사장으로 임명되었다. 6월 21일 중화인민공화국 국무원의 승인을 받아 7월 1일부터 공식 임기를 시작하였다.